# 바실리 이반추크

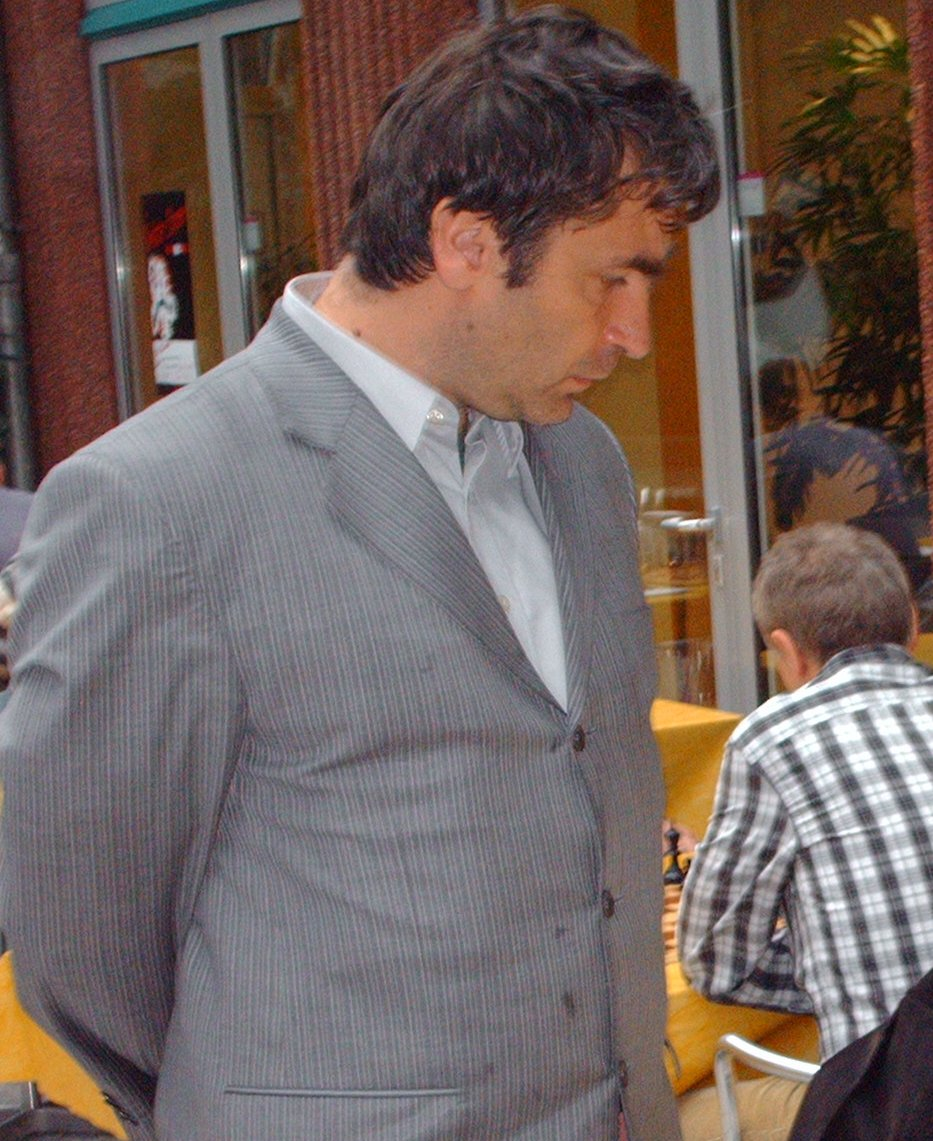
바실리 이반추크

바실리 이반추크(우크라이나어: Василь Михайлович Іванчук, 1969년 3월 18일 ~ )는 우크라이나의 체스 선수이다.